# グリーンフィールド (インディアナ州)
グリーンフィールド（Greenfield）は、アメリカ合衆国インディアナ州の都市。ハンコック郡の郡庁所在地である。人口は2万3488人（2020年）。インディアナポリス都市圏およびセンタータウンシップに含まれる。
グリーンフィールドはピッツバーグ、シカゴ、セントルイスを結ぶピッツバーグ・シンシナティ・シカゴ・アンド・セントルイス鉄道の鉄道駅があった。

## 地理
グリーンフィールドは、北緯39度47分29秒 西経85度46分17秒 / 北緯39.79139度 西経85.77139度（39.791338, -85.771343）に位置する。
2010年の国勢調査によれば、市の総面積は12.66平方マイル (32.8 km2)で、うち99.13%に相当する12.55平方マイル (32.5 km2)が陸地、0.87%に相当する0.11平方マイル (0.28 km2)（0.87%）が水面である。
歴史的なダウンタウンの東側にあるライリー公園（Riley Park）をブランデーワイン川（Brandywine River）が流れている。
インディアナポリス国際空港から自動車で30分程度離れている。市内は一面の芝生に覆われている。

## 歴史

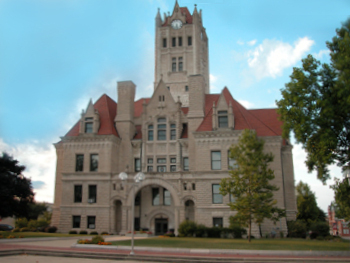
ハンコック郡裁判所
インディアナ州産の石灰岩でできている。

アメリカ独立宣言に初めて署名したジョン・ハンコックにちなんで名付けられたハンコック郡は、1828年3月1日に設置された。グリーンフィールド町は同年4月11日に郡庁所在地に選ばれた。長官は、「ハンコック郡の正義の郡庁は、グリーンフィールドの名および称号によって知られ、設計されるべし」と宣言した。当時の人口は400人であった。
最初期の集落は、センタータウンシップの南を流れる2つの小川に沿って建設された。そして最初に設立された会社は、住民向けのトウモロコシや小麦を製粉する小さな製粉工場であった。
国道40号線は1835年にハンコック郡を通るように整備された。アメリカ合衆国西部へ向かう幌馬車隊とシンシナティへ輸送される家畜の運搬に重用された。1853年に、インディアナセントラル鉄道がグリーンフィールドの南部に到達し、初めて蒸気機関車がグリーンフィールドを通るようになった。後にこの鉄道はペンシルベニア鉄道システムの一部となり、更にペン・セントラルに改称、1980年代に線路が撤去された。
グリーンフィールド開拓以来、一時的な減少期はあるものの、人口は増加傾向が続いている。グリーンフィールドが市に昇格した1876年の人口は2,023人であった。1887年に天然ガスが発見されると市の人口は急増した。20年間好景気が続き、工場や他の事業所が数多く進出した。
1918年、グリーンフィールド出身の詩人であるジェームズ・ウイットコム・ライリーの像がハンコック郡裁判所前に建立された。像の建立資金は、アメリカ全土の子供達からの寄付で賄われた。毎年10月に開催されるライリー祭りの際には、花に囲まれたライリー像まで市内の学校に通う子供達がパレードを行う。

## 人口

### 2010年国勢調査結果
2010年国勢調査の時点で、7,983世帯5,382家族20,602人がグリーンフィールド市に居住していた。人口密度は1,641.6人毎平方マイル (633.8/km2)である。8,818軒の住宅があり、平均住宅密度は702.6毎平方マイル (271.3/km2)である。人種構成は、白人96.6%、アフリカ系アメリカ人0.6%、ネイティブアメリカン0.3%、アジア系0.8%、その他0.4%で、1.3%は混血である。ヒスパニックないしラテン系アメリカ人は1.8%である。
7,983世帯のうち36.8%が18歳以上の子供がおり、49.2%が夫婦で居住、12.8%は世帯主が女性で夫がおらず、5.4%は世帯主が男性で妻がおらず、32.6%は家族なし世帯である。26.8%の世帯が1人のみであり、10.8%は1人暮らしの65歳以上世帯である。平均世帯人員は2.51人、平均家族構成員数は3.04人である。
市民の平均年齢は35.6歳である。18歳未満の人口比は26.4%、18歳から24歳が8%、25歳から44歳が28.7%、45歳から64歳が23%、14%が65歳以上である。男女比は48.1%が男性、51.9%が女性である。

### 2000年国勢調査結果
2000年国勢調査の時点で、5,917世帯4,017家族14,600人がグリーンフィールド市に居住していた。人口密度は1,818.0人毎平方マイル (701.9/km2)である。6,449軒の住宅があり、平均住宅密度は803.0毎平方マイル (310.0/km2)である。人種構成は、白人98.23%、アフリカ系アメリカ人0.05%、ネイティブアメリカン0.21%、アジア系0.53%、太平洋諸島系0.01%、その他0.33%で、0.64%は混血である。ヒスパニックないしラテン系アメリカ人は1.27%である。
5,917世帯のうち32.8%が18歳以上の子供がおり、53.4%が夫婦で居住、10.7%は世帯主が女性で夫がおらず、32.1%は家族なし世帯である。27.4%の世帯が1人のみであり、10.9%は1人暮らしの65歳以上世帯である。平均世帯人員は2.41人、平均家族構成員数は2.93人である。
市民の平均年齢は35歳である。18歳未満の人口比は25.2%、18歳から24歳が8.6%、25歳から44歳が30.9%、45歳から64歳が21.0%、14.3%が65歳以上である。男女比は48.8%が男性、51.2%が女性である。女性100人に対する男性の人口は92.3人である。18歳以上の女性100人に対する男性の人口は87.6人である。
平均世帯収入は$72,035で平均家族収入は$82,408である。男性の平均収入$66,188に対して、女性は$56,568である。1人当たりの収入は$52,509である。3.0%の家族と総人口の4.3%は貧困線以下の収入であり、うち4.7%は18歳以下、6.2%は65歳以上である。

## 政治
グリーンフィールド市当局は市長と市議会から構成される。市長は市民による選挙で選ばれる。市議会の定数は7であり、5人は小選挙区から選出、2人は市全域から選出される。

## 教育

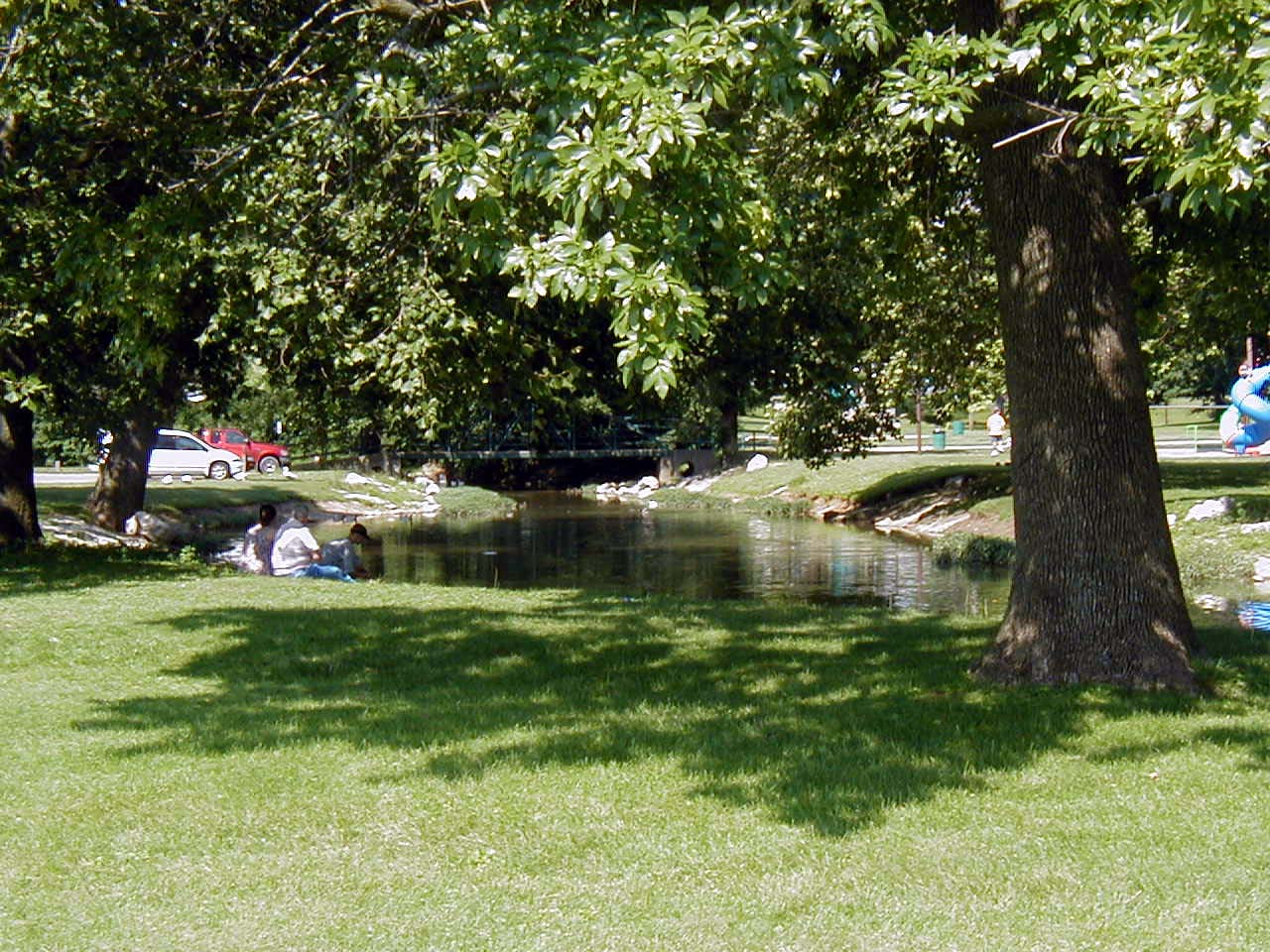
昔ながらの水遊び場（The Old Swimming Hole）としてライリーの詩に登場する遊泳場は、グリーンフィールド市の東側にあり、今では拡張され、市民によく利用されている。

グリーンフィールド中央コミュニティ学校法人（Greenfield-Central Community School Corporation）がグリーンフィールド市および市周辺のハンコック郡中部の教育サービスを提供している。4つのエレメンタリースクール（英語: elementary school、幼稚園から第3学年まで）、2つのインターミディエートスクール（英語: intermediate school、第4学年から第6学年）、1つの中学校（英語: junior high school、第7学年から第8学年）、1つの高等学校（英語: high school、第9学年から第12学年）がある。グリーンフィールドセントラル中学校は2000年代の後半に急速な人口増に対応して建設された。グリーンフィールドセントラル高等学校も2011年に改修工事が行われた。
学校一覧（グリーンフィールド中央コミュニティ学校法人）
- エデン小学校（Eden Elementary School）
- ハリス小学校（Harris Elementary School）
- J.B.ステファンズ小学校（J.B. Stephens Elementary School）
- ウェストン小学校（Weston Elementary School）
- グリーンフィールド小学校（Greenfield Intermediate School）
- マクスウェル小学校（Maxwell Intermediate School）
- グリーンフィールドセントラル中学校（Greenfield Central Jr. High School）
- グリーンフィールドセントラル高等学校（Greenfield-Central High School）

このほか、私立学校のセントマイケルズ学校（St. Michael's School）が幼稚園就学前から第8学年までの教育を提供している。このカトリック系の学校は、ブルーリボン賞を受賞している。

## 経済
グリーンフィールドに本社や拠点を置く企業は次の通り。
- シンシアズ・ホールマーク・ストアーズ（Cynthia's Hallmark Stores） - ホールマークストアをインディアナ州中部に4つの小売店を展開する企業で、ホールマークストアとしては全米最大である[11]。
- ノベルティ・インク（Novelty, Inc.） - コンビニエンスストア向けのノベルティグッズの流通企業で、ミシシッピー川以東最大の非食品の流通企業である[12]
- ガスアメリカ・サービス・インク（GasAmerica Services Inc.） - インディアナ州とオハイオ州でガソリンスタンドとコンビニエンスストアを展開する。
- エランコ（Elanco） - イーライリリー・アンド・カンパニーの飼料添加物やペット薬などの動物用健康商品の製造部門
- コバンス（英語版） - 薬品の研究・開発・試験を行う企業で、2008年までイーライリリー・アンド・カンパニーの研究所であった[13]。
- ケーヒン・インディアナ・プレシジョン・テクノロジー（Keihin Indiana Precision Technology） - 本田技研工業の系列企業で、インテークマニホールド、電磁弁、スロットルボディなどの自動車部品を製造する。従業員は822人で、うち4人の日本人がおり、リーダーとして活躍する[8]。
- インディアナ・オートモーティブ・ファスナーズ（Indiana Automotive Fasteners） - 工業用ファスナーをトヨタ、ホンダ、フォード向けにOEM生産している。
- スタンレー・ブラック・アンド・デッカー（Stanley Black & Decker） - 空気工具を組み立てるための工業用ファスナーや鋼製締結用部品、工業用途の各種機器を製造する[14]。
- エイブリィデニソン（英語版） - 粘着ラベルや粘着性フィルムの製造を行う。
- ユニバーシティ・ロフト・カンパニー（University Loft Company） - 家具製造・卸売（小売も行う）
- ブラウン・レジデンシャルLLC（Brown Residential LLC） - 高級賃貸物件を取り扱う企業[15]。
- ハンコック地域病院（Hancock Regional Hospital） - 初期治療から患者のケアまで行う地域の総合病院[16]。

## 姉妹都市
グリーンフィールドは日本の宮城県角田市と姉妹都市提携を結んでいる。毎年、グリーンフィールドと角田の高校生の中から選ばれた数人のグループが相互に訪問し合い、10日間ホストファミリーと過ごすという交流を行っている。姉妹都市提携は1990年9月12日に行われた。
2010年には姉妹都市提携20周年を記念して、6月に角田で、10月にグリーンフィールドでそれぞれ記念式典が開催された。これに合わせてグリーンフィールドに「姉妹都市公園」が開園した。姉妹都市公園には木造の東屋と石灯籠が設置され、シダレザクラが植栽されている。

## 出身者
- ジェームズ・ウイットコム・ライリー（1849年10月7日 - 1916年7月22日）：アメリカの国民的詩人[19]。少年時代を過ごした地がライリー生誕地・博物館（英語版）として公開されている。
- ウィル・ヴォウター（英語版）（1871年 - 1941年）：風景画家・イラストレーター
- マーク・ディスモア（英語版）（1956年10月12日 - ）：自動車競技選手、インディ・レーシング・リーグ・インディ500に出場
- ジェイシー・フェルプス（英語版）（1979年9月26日 - ）：体操競技選手、アトランタオリンピックアメリカ女子団体金メダリスト
- カイル・ギブソン（1987年10月23日 - ）：野球選手、ミネソタ・ツインズ

## 祭り
毎年10月に、ライリー祭りをグリーンフィールド市が主催し、一般に「ライリー・デイ」として知られている。州道9号線と国道40号線の交差点は人で埋め尽くされ、封鎖される。

## メディア
- ラジオ:WRGF（89.7 FM）
- 新聞:デイリーレポーター（Daily Reporter、日刊紙）